# 샤론 테일러

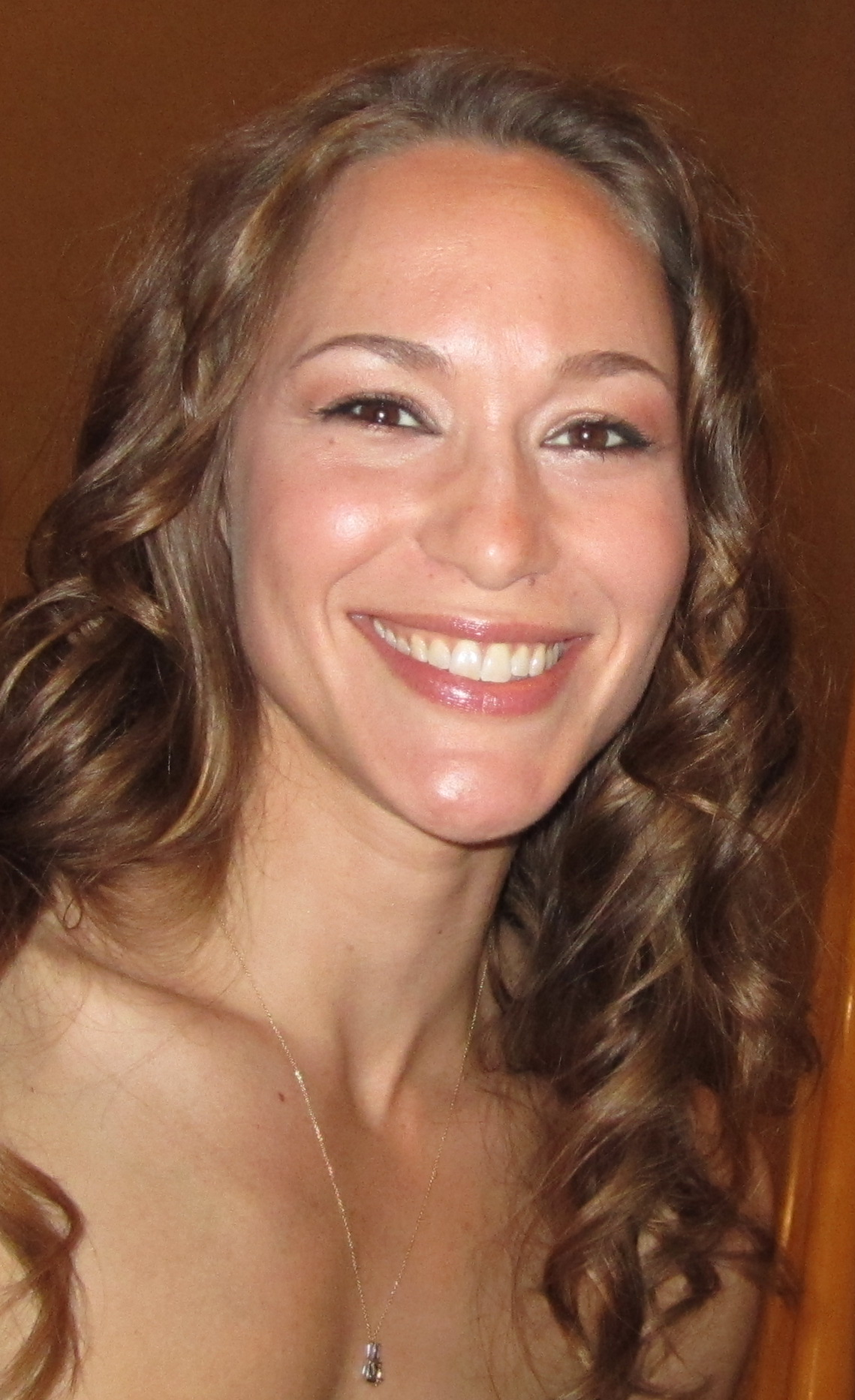

샤론 테일러(Sharon Taylor, 1950년 ~ )는 캐나다의 배우, 영화배우, 킥복싱 선수이다.
캐나다 밴쿠버에서 태어났다.

## 영화
- 토마토 공격대 (1978년) - 로이스 페어차일드 역
- 12 라운드 3: 락다운 (2015년)
- 드론 컨트롤러 (Drone, 2017년)